# Bohdanka, Șostka
Bohdanka (în ucraineană Богданка) este un sat în comuna Kovtunove din raionul Șostka, regiunea Sumî, Ucraina.

## Demografie
Componența lingvistică a localității Bohdanka
     Ucraineană (97,86%)
     Rusă (1,71%)
     Alte limbi (0,43%)
Conform recensământului din 2001, majoritatea populației localității Bohdanka era vorbitoare de ucraineană (97,86%), existând în minoritate și vorbitori de rusă (1,71%).